# Zeitungsständer
Ein Zeitungsständer ist eine Aufbewahrungsmöglichkeit für Zeitungen.
Üblicherweise bestehen Zeitungsständer aus einem Gestell, an dem mehrere Fächer angebracht sind, in denen Zeitungen sortiert abgelegt werden können. Varianten nennen sich auch Zeitungssammler, Zeitungswandhalter oder Zeitschriftenablagen. Zeitungsständer finden sich z. B. in Frisiersalons oder Wartezimmern von Arztpraxen oder in privaten Räumen. Als Wohnaccessoires oder Designerstücke werden sie in unterschiedlichen Preiskategorien angeboten. Zu den Designern von Zeitungsständern zählt u. a. der Architekt Carl Auböck. Häufig verwendete Materialien sind Holz, Korb und Metall. Weitere Varianten finden sich im öffentlichen Raum. Zeitungsständer und -ablagen an Kiosken, Einkaufszentren oder Bahnhofsbuchläden präsentieren einen Presseüberblick. Boulevardpresse und kostenlose Anzeigenblätter werden in speziellen Ständern den Kunden auf der Straße gratis oder gegen Münzeinwurf durch Zeitungsautomat angeboten. 

## Zeitungshalter
Als Zeitungsständer, Zeitungshalter oder Zeitungsstock bezeichnet man auch Gestelle, früher üblicherweise aus dünnem Bugholz oder Flechtwerk gefertigt, auf die früher die Zeitungen aufgespannt wurden, um sie ungeknickt und plan halten zu können. Sie erleichterten das Lesen der Zeitungen in der Badewanne, im Gasthaus oder im Kaffeehaus und halfen mit, die Druckwerke aus billigem Papier für den öfteren Gebrauch durch andere Gäste länger unzerknittert zu halten.

## Bilder
Zeitungsständer

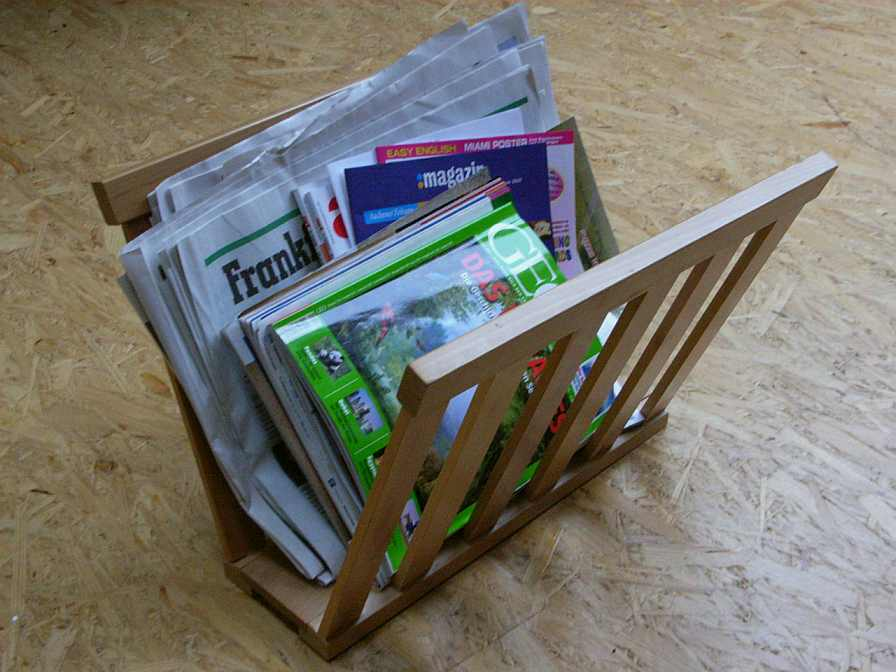
Zeitungsständer für den Haushalt
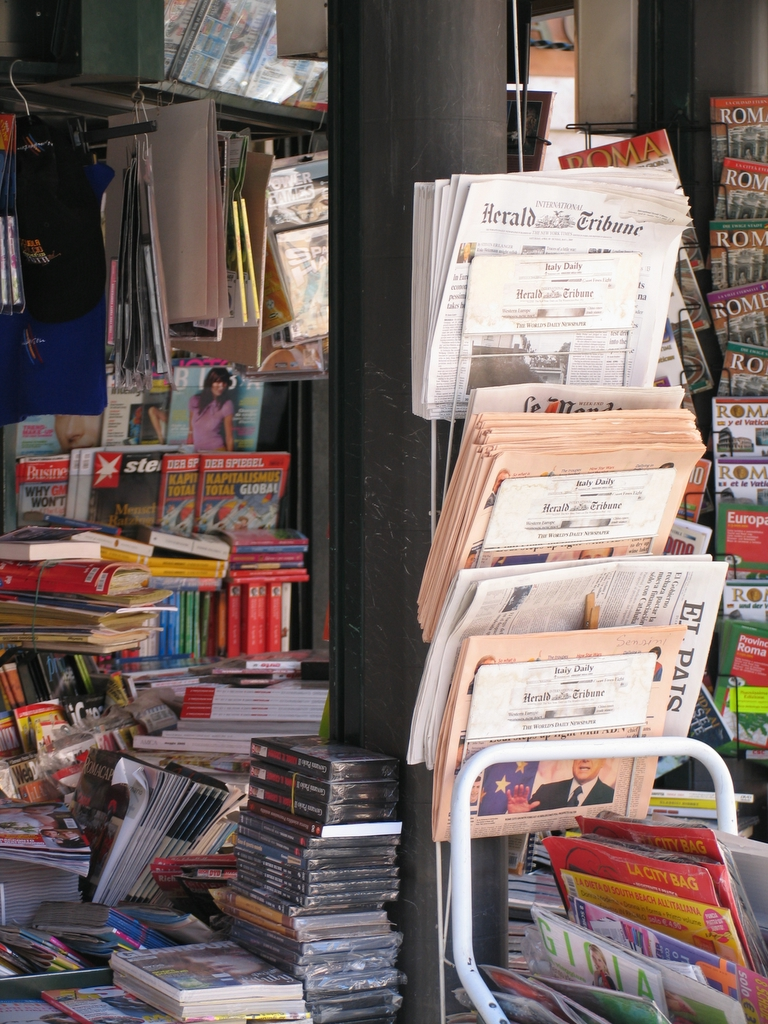
Zeitungsständer für den Kioskverkauf
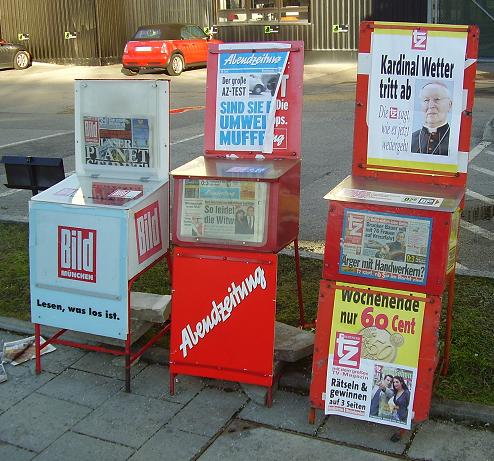
Zeitungsständer für den Straßenverkauf

Zeitungshalter

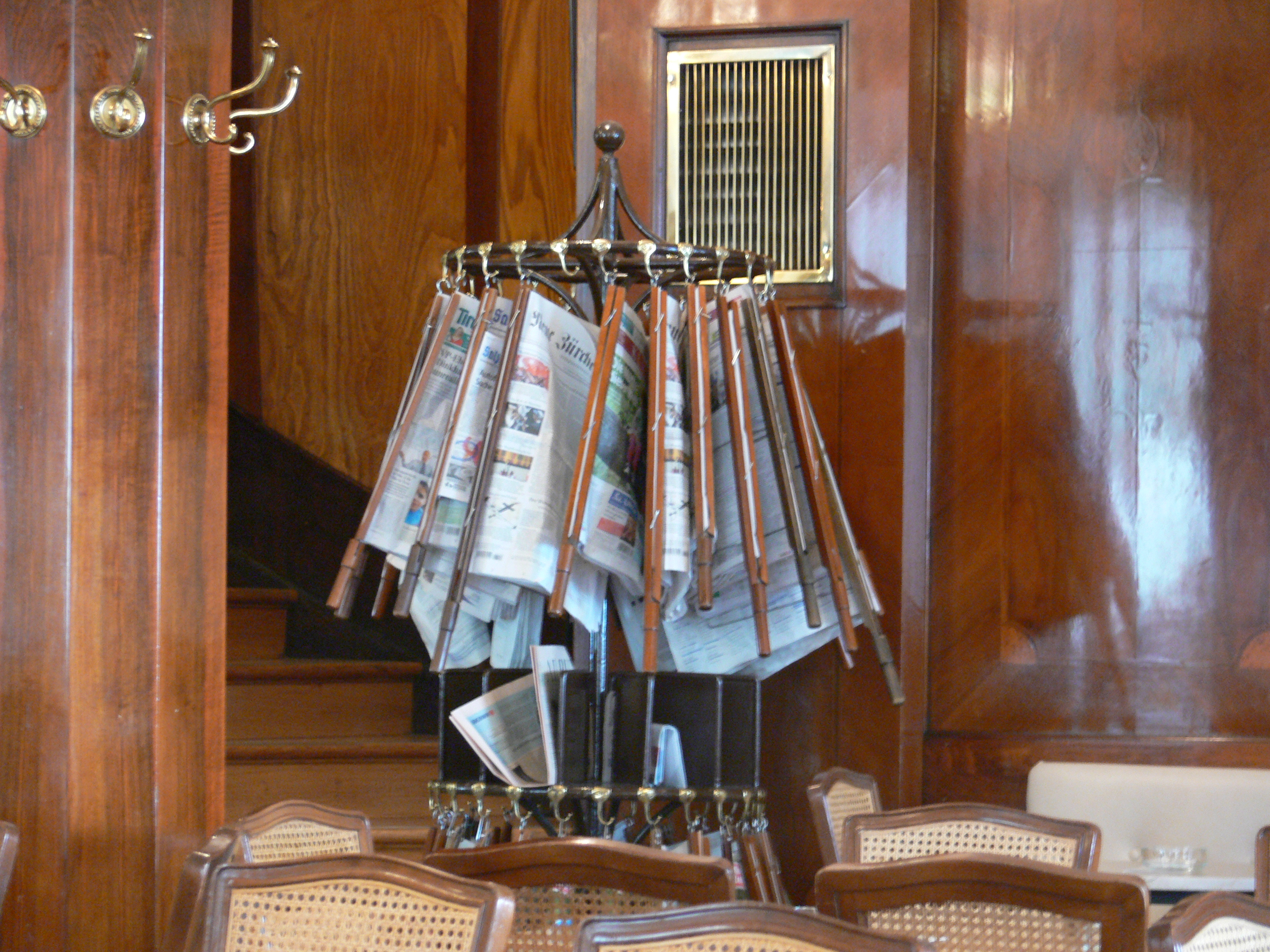
Zeitungen mit Zeitungsstock in einem Café
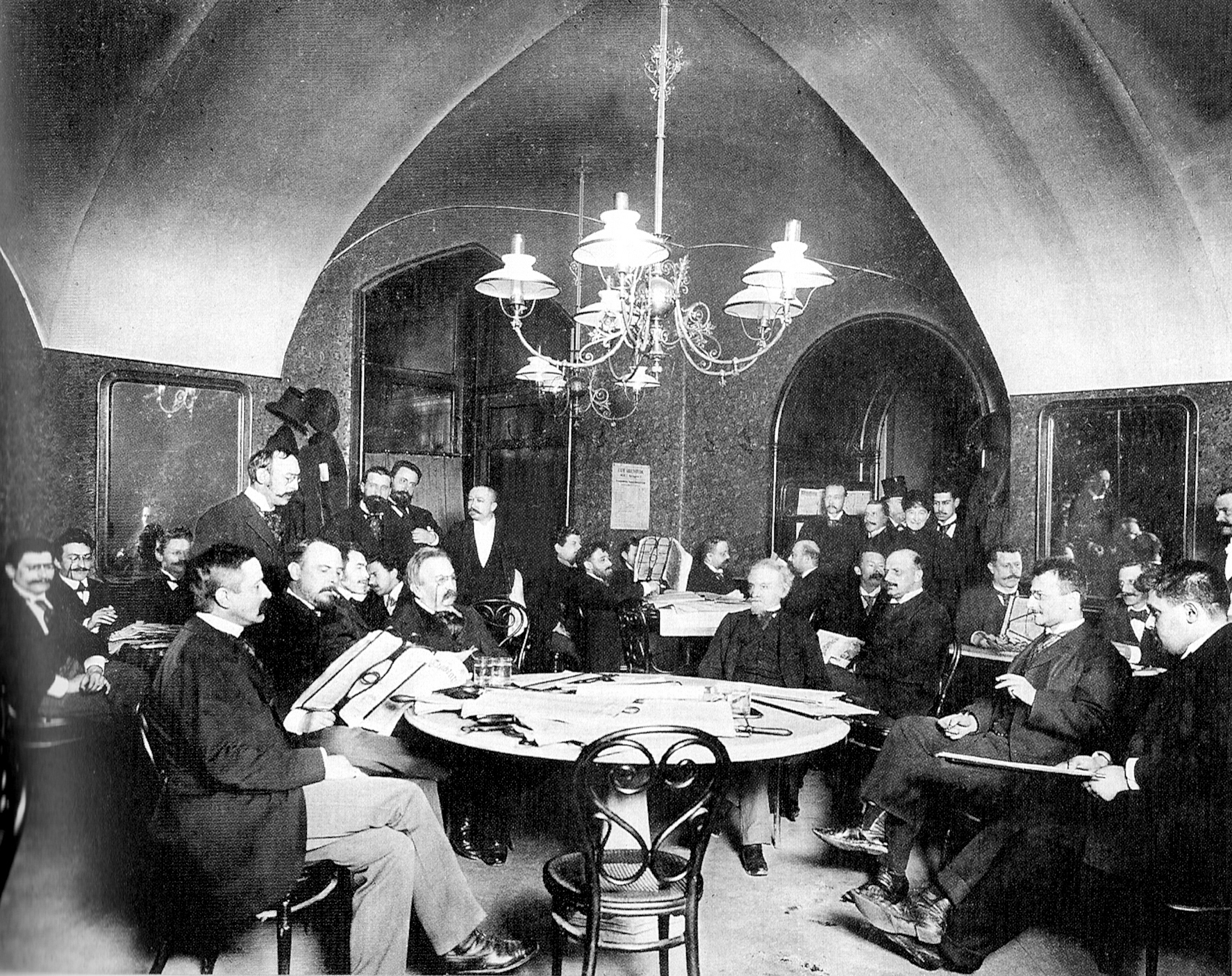
Zeitungshalter im Wiener Café Griensteidl, vor 1897
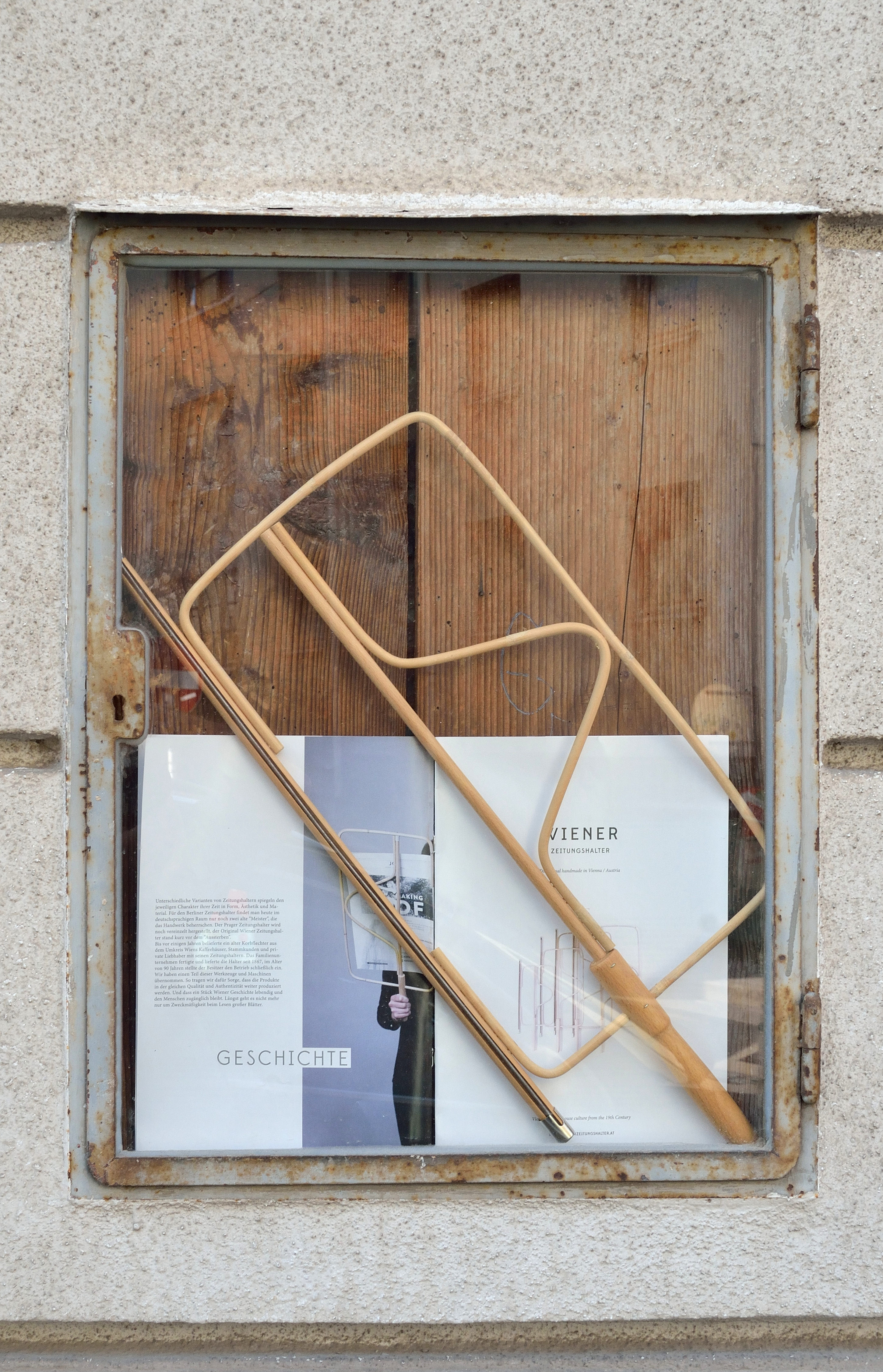
Zeitungshalter in Wien